# Марк Валерий Брадуа
Марк Валерий Брадуа (на латински: Marcus Valerius Bradua) е политик и сенатор на Римската империя през 2 век.
През 171 – 172 г. той е управител на провинция Долна Мизия след Публий Вигелий Рай Пларий Сатурнин Атилий Брадуан Кавцидий Тертул.